# Georg Wolfgang Krafft

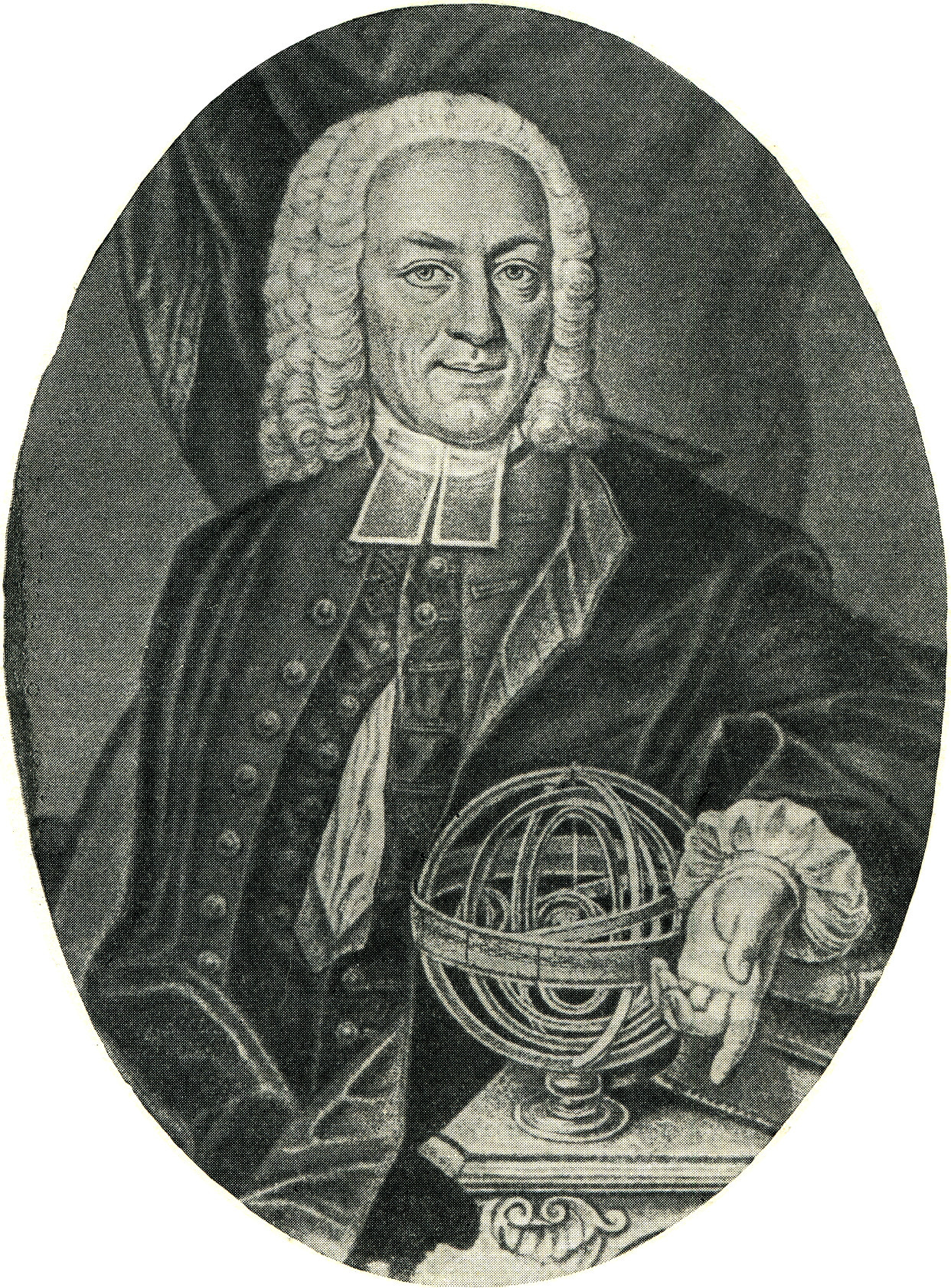
Georg Wolfgang Krafft

Georg Wolfgang Krafft (auch: Georgius Wolfgangus Krafftius; * 15. Juli 1701 in Tuttlingen; † 12. Juni 1754 in Tübingen) war ein deutscher Physiker.

## Leben
Sein Vater, Johann Jacob Krafft (1679–1762) war Pastor in Tuttlingen und übernahm selbst die erste Erziehung. 1710 in der Bebenhausener Klosterschule aufgenommen, ging er 1717 in diejenige zu Blaubeuren über. Hier war er ein Kursgenosse (Compromotionale) Friedrich Christoph Oetingers. 1722 ging er an die Universität Tübingen, wo er nach weiteren drei Jahren den Magistergrad erwarb. Sein Lehrer und Landsmann Georg Bernhard Bilfinger verschaffte ihm ca. 1725 eine Lehrerstelle am Gymnasium zu Sankt Petersburg. Zugleich wurde er zum Adjuncten der dortigen kaiserlichen Akademie der Wissenschaften ernannt, zu deren wirklichem Mitglied er 1730 vorrückte. 1731 wurde er Professor für Mathematik, 1734 übernahm er die Professur für theoretische und experimentelle Physik und 1738 das Ephorat der Gymnasien. 1738–40 stand er im Briefwechsel mit Christian Wolff und 1742–53 mit Leonhard Euler.
1744 kehrte er, zusammen mit seinem einjährigen Sohn, nach Tübingen an die Hochschule zurück, wo er als „Philosophiae Magister“ Johann Conrad Creiling ablöste. Er war auch Professor am Collegium illustre und Rektor des „Contuberniums“. 1745 ernannte ihn die Berliner Akademie der Wissenschaften  zu ihrem auswärtigen Mitglied. Im selben Jahr wurde er Ehrenmitglied der Petersburger Akademie der Wissenschaften.
Herzog Karl regte den Bau einer Sternwarte an, die unter Kraffts Leitung 1752 auf dem Nord-Ost-Turm des Tübinger Schlosses eingerichtet wurde. Er wurde der erste Direktor der Sternwarte Tübingen. Als Instrumente standen nur ein gebraucht gekaufter Quadrant (Winkelmesser) mit 3 Fuß (ca. 1 m) Radius, eine Pendeluhr aus Paris und ein 16 Fuß (ca. 5 m) langes Linsenfernrohr von mäßiger Qualität zur Verfügung. Verglichen mit den anderen, einstmals hervorragenden und inzwischen heruntergekommenen Sternwarten Deutschlands rühmt sich Tübingens Observatorium als eines der besten.
Er löste zuerst das schwierige Problem des berganrollenden Doppelkegels.
1738 heiratete er Ekaterina Felten, die Tochter des zwei Jahre zuvor verstorbenen Ökonomen der Akademie der Wissenschaften Matthias Felten und ältere Schwester des späteren Architekten Juri Felten (1730–1801). (Matthias war ein Cousin des Mundkochs des Zaren Peter I. Johann Velten, dessen Tochter den Bibliothekar Schumacher heiratete.) Der junge Juri begleitete die Familie nach Tübingen und studierte bei Krafft Mathe und Physik, bis er 1747/48 sein Interesse für Architektur entdeckte.
Sein Sohn Wolfgang Ludwig Krafft hat sich als Astronom einen Namen gemacht.

## Werke
- Dissertatio Geometrica de problematibus aliquot conicis per analysin concinne solvendis.[8]
- Experimentorum physicorum brevis descriptio. Typis Academiae, Petersburg 1738. (Digitalisat)
- Demonstrationes duorum theorematum geometricorum.[9]
- Kurtze Einleitung zur theoretischen Geometrie. Akademie der Wissenschaften, Petersburg 1740. (Digitalisat)
- Brevis introductio ad geometriam theoreticam. Petersburg 1740.
- Description et représentation exacte de la maison de glace construite à St. Pétersbourg au mois de janvier 1740, avec quelques remarques sur le froid en général et particulièrement sur celui qu'on a senti cette même année dans toute l'Europe.Petersburg 1741. (Digitalisat)
- De atmosphaera solis, dissertationes duae. Tübingen 1746
  - → Mairan Traité des aurores boréales. (Voy. les Mém. de l'Acad. des sciences, ann. 1747.)
- Praelectiones academicae publica in physicam theoriticam. 3 Bände. Cotta, Tübingen. 1750. (Digitalisat Band 1), (Band 2), (Band 3)
- Institutiones geometriae sublimioris. Berger, Tübingen 1753. (Digitalisat)
- Institutiones geometriae sublimioris. Berger, Tübingen 1753.
- Observationes Meteorologicae factae Tubingae, annis 1747, 1748 et 1749.[10]